# Coupe du monde de saut à ski 1997-1998
Navigation
Édition précédente Édition suivante
L'édition 1997/1998 de la coupe du monde de saut à ski est une compétition sportive internationale rassemblant les meilleurs athlètes mondiaux pratiquant le saut à ski. Elle s'est déroulée entre le 29 novembre 1997 et le 22 mars 1998 et a été remportée par le Slovène Primož Peterka suivi du Japonais Kazuyoshi Funaki et de l'Autrichien Andreas Widhoelzl.

## Jeux Olympiques de 1998
Cette même année eurent lieu les Jeux Olympiques de  Nagano.

## Classement général
| Rang | Nom               | Pays      | Points |
| ---- | ----------------- | --------- | ------ |
| 1    | Primož Peterka    | Slovénie  | 1253   |
| 2    | Kazuyoshi Funaki  | Japon     | 1234   |
| 3    | Andreas Widhoelzl | Autriche  | 1208   |
| 4    | Masahiko Harada   | Japon     | 1120   |
| 5    | Hiroya Saito      | Japon     | 962    |
| 6    | Sven Hannawald    | Allemagne | 953    |
| 7    | Jani Soininen     | Finlande  | 950    |
| 8    | Dieter Thoma      | Allemagne | 921    |
| 9    | Janne Ahonen      | Finlande  | 836    |
| 10   | Noriaki Kasai     | Japon     | 720    |

## Résultats
| Date             | Lieu                   | Vainqueur         | Deuxième          | Troisième         |
| ---------------- | ---------------------- | ----------------- | ----------------- | ----------------- |
| 29 novembre 1997 | Lillehammer            | Dieter Thoma      | Jani Soininen     | Noriaki Kasai     |
| 30 novembre 1997 | Lillehammer            | Jani Soininen     | Masahiko Harada   | Dieter Thoma      |
| 6 décembre 1997  | Predazzo               | Jani Soininen     | Primož Peterka    | Andreas Widhoelzl |
| 8 décembre 1997  | Villach                | Masahiko Harada   | Dieter Thoma      | Primož Peterka    |
| 12 décembre 1997 | Harrachov              | Masahiko Harada   | Primož Peterka    | Dieter Thoma      |
| 20 décembre 1997 | Engelberg              | Andreas Widhoelzl | Stefan Horngacher | Janne Ahonen      |
| 21 décembre 1997 | Engelberg              | Masahiko Harada   | Primož Peterka    | Stefan Horngacher |
| 29 décembre 1997 | Oberstdorf             | Kazuyoshi Funaki  | Hiroya Saito      | Primož Peterka    |
| 1er janvier 1998 | Garmisch-Partenkirchen | Kazuyoshi Funaki  | Masahiko Harada   | Hiroya Saito      |
| 4 janvier 1998   | Innsbruck              | Kazuyoshi Funaki  | Sven Hannawald    | Janne Ahonen      |
| 6 janvier 1998   | Bischofshofen          | Sven Hannawald    | Hansjörg Jäkle    | Janne Ahonen      |
| 11 janvier 1998  | Ramsau                 | Masahiko Harada   | Kazuyoshi Funaki  | Hiroya Saito      |
| 17 janvier 1998  | Zakopane               | Kristian Brenden  | Janne Ahonen      | Sven Hannawald    |
| 18 janvier 1998  | Zakopane               | Primož Peterka    | Kazuyoshi Funaki  | Sven Hannawald    |
| 24 janvier 1998  | Oberstdorf             | Sven Hannawald    | Kazuyoshi Funaki  | Kristian Brenden  |
| 25 janvier 1998  | Oberstdorf             | Kazuyoshi Funaki  | Dieter Thoma      | Sven Hannawald    |
| 5 février 1998   | Sapporo                | Andreas Widhoelzl | Jani Soininen     | Janne Ahonen      |
| 1er mars 1998    | Vikersund              | Andreas Widhoelzl | Sven Hannawald    | Akira Higashi     |
| 1er mars 1998    | Vikersund              | Takanobu Okabe    | Hiroya Saito      | Noriaki Kasai     |
| 4 mars 1998      | Kuopio                 | Andreas Widhoelzl | Primož Peterka    | Hiroya Saitō      |
| 7 mars 1998      | Lahti                  | Janne Ahonen      | Andreas Widhoelzl | Kristian Brenden  |
| 8 mars 1998      | Lahti                  | Primož Peterka    | Jani Soininen     | Kristian Brenden  |
| 11 mars 1998     | Falun                  | Primož Peterka    | Andreas Widhoelzl | Hiroya Saito      |
| 13 mars 1998     | Trondheim              | Masahiko Harada   | Noriaki Kasai     | Roberto Cecon     |
| 15 mars 1998     | Oslo                   | Primož Peterka    | Bruno Reuteler    | Masahiko Harada   |
| 21 mars 1998     | Planica                | Kazuyoshi Funaki  | Primož Peterka    | Hiroya Saito      |
| 22 mars 1998     | Planica                | Noriaki Kasai     | Hiroya Saito      | Martin Hoellwarth |

## Liens & Source
Résultats Officiels FIS